# Hawke's Bay
Hawke's Bay is een regio van Nieuw-Zeeland op het noordereiland. Ze is genoemd naar de Hawke Bay, de baai die er ligt. De hoofdstad is Napier.
In Hawke's Bay ligt het dorp met de langste plaatsnaam, vaak afgekort tot Taumata.

## Geschiedenis
De eerste westerling die zicht kreeg op de baai was kapitein James Cook die met de HMS Endeavour langs de oostkust van het Noordereiland voer in oktober 1769.  Hij gaf de baai haar naam, naar Sir Edward Hawke die zich verdienstelijk had gemaakt tijdens de Slag bij Quiberon. Rondom de baai woonden Maori’s. De baai bood beschutting voor de schepen en werd aangedaan door handelaren en walvisjagers. Diverse riviertjes monden uit in de baai en zorgden voor drinkwater. Rond 1850 vestigden de eerste boeren zich in de regio.

## Wijnbouw
Hawke's Bay is na Marlborough op het Zuidereiland, het grootste wijnbouwgebied van het land. Het is wel een van de oudste wijngebieden van Nieuw-Zeeland en de eerste aanplant vond rond 1850 plaats. Het klimaat is gunstig met ruim 2000 zonuren en er komen dan ook veel dessertwijnen uit dit gebied. Het wijnareaal is iets minder dan 5000 hectare groot. De meest geplante druivensoorten zijn de Merlot, Chardonnay en de Sauvignon blanc elk met een beplant areaal van zo’n 1000 hectare. Verder komen er de Syrah, Pinot Gris en Cabernet Sauvignon voor en nog enkele andere soorten. Ongeveer 10% van de nationale wijnproductie komt uit dit gebied.

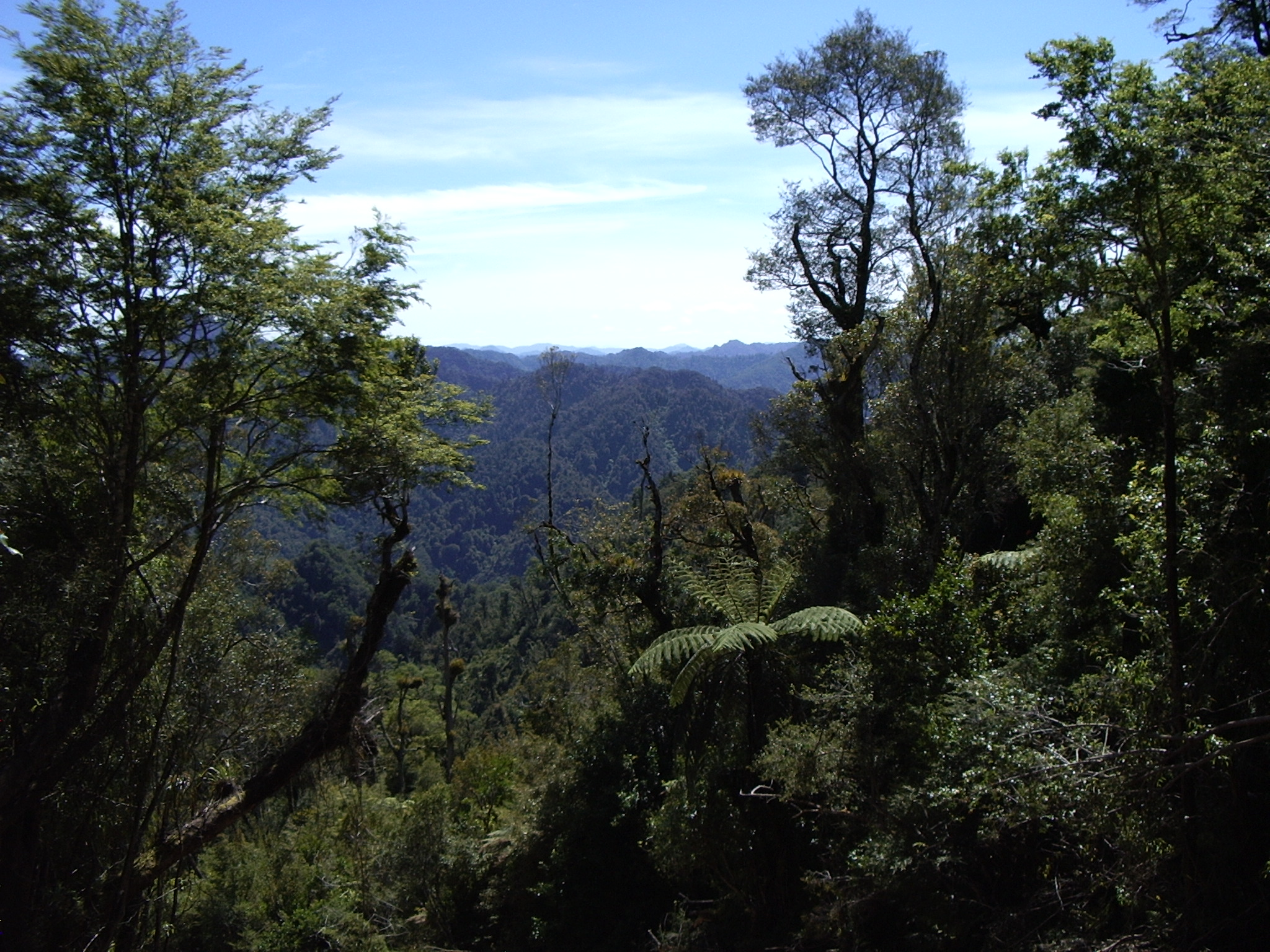
Nationaal park Te Urewera
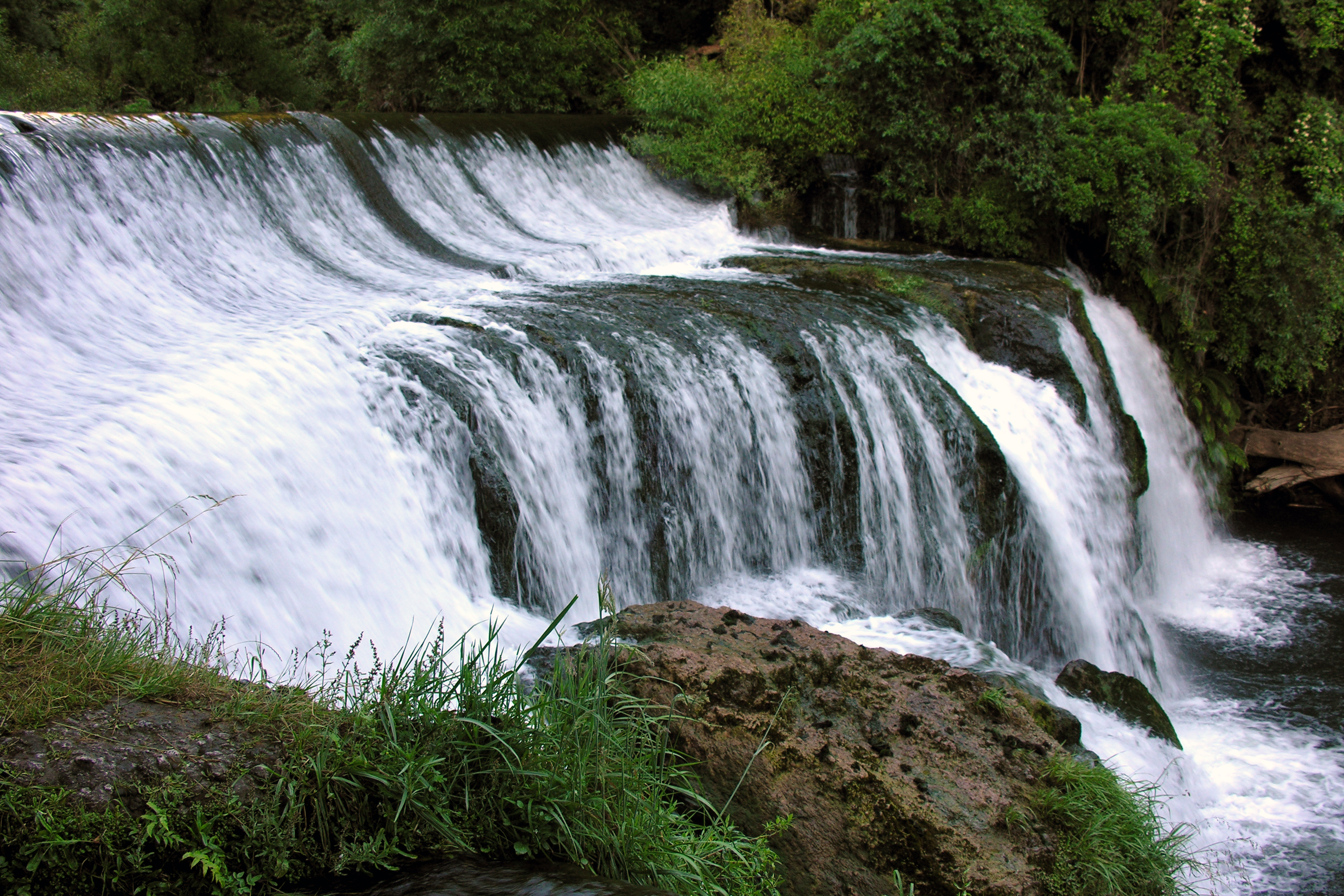
Maratotara-watervallen
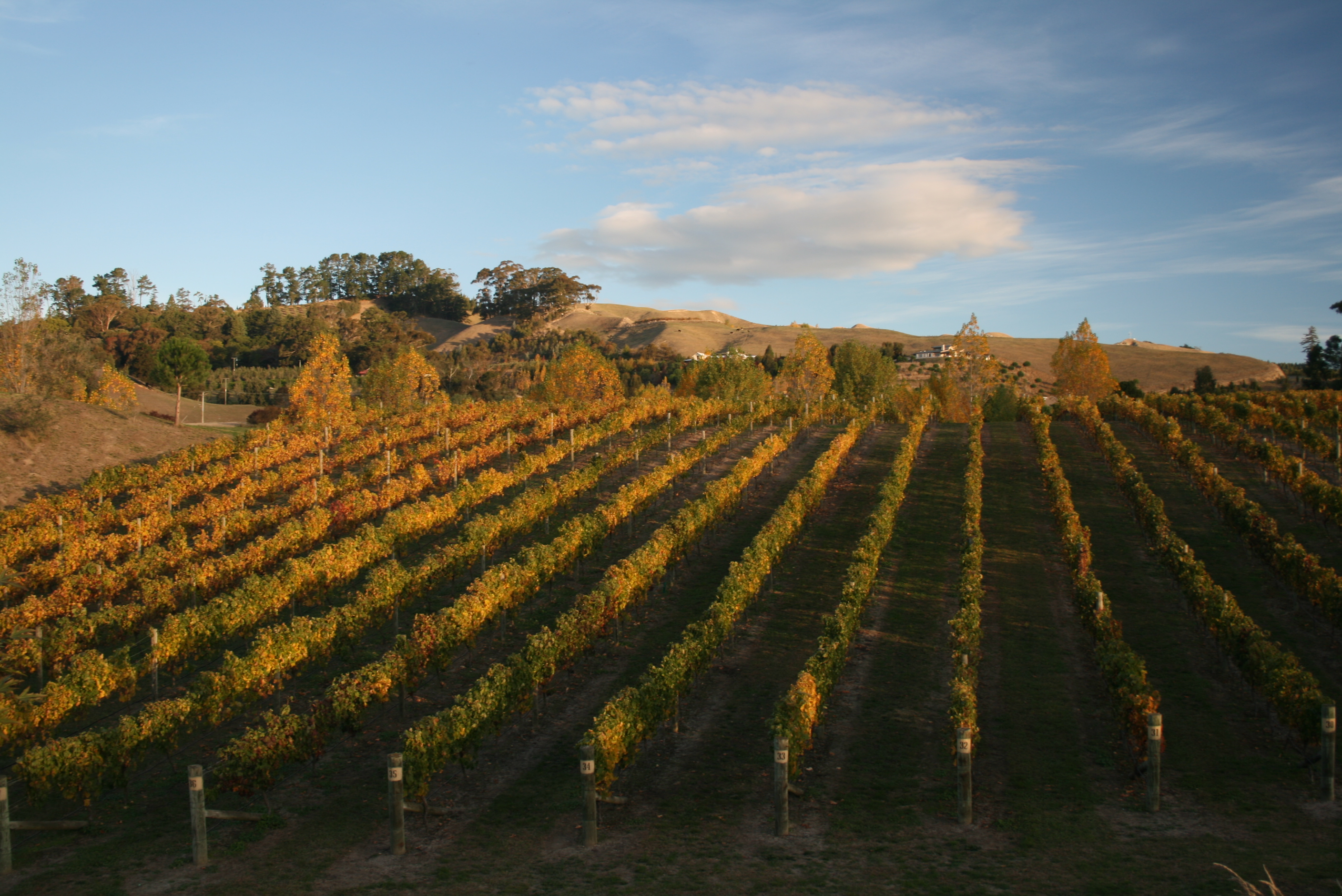
Wijngaarden van Hawke's Bay